# Krupe

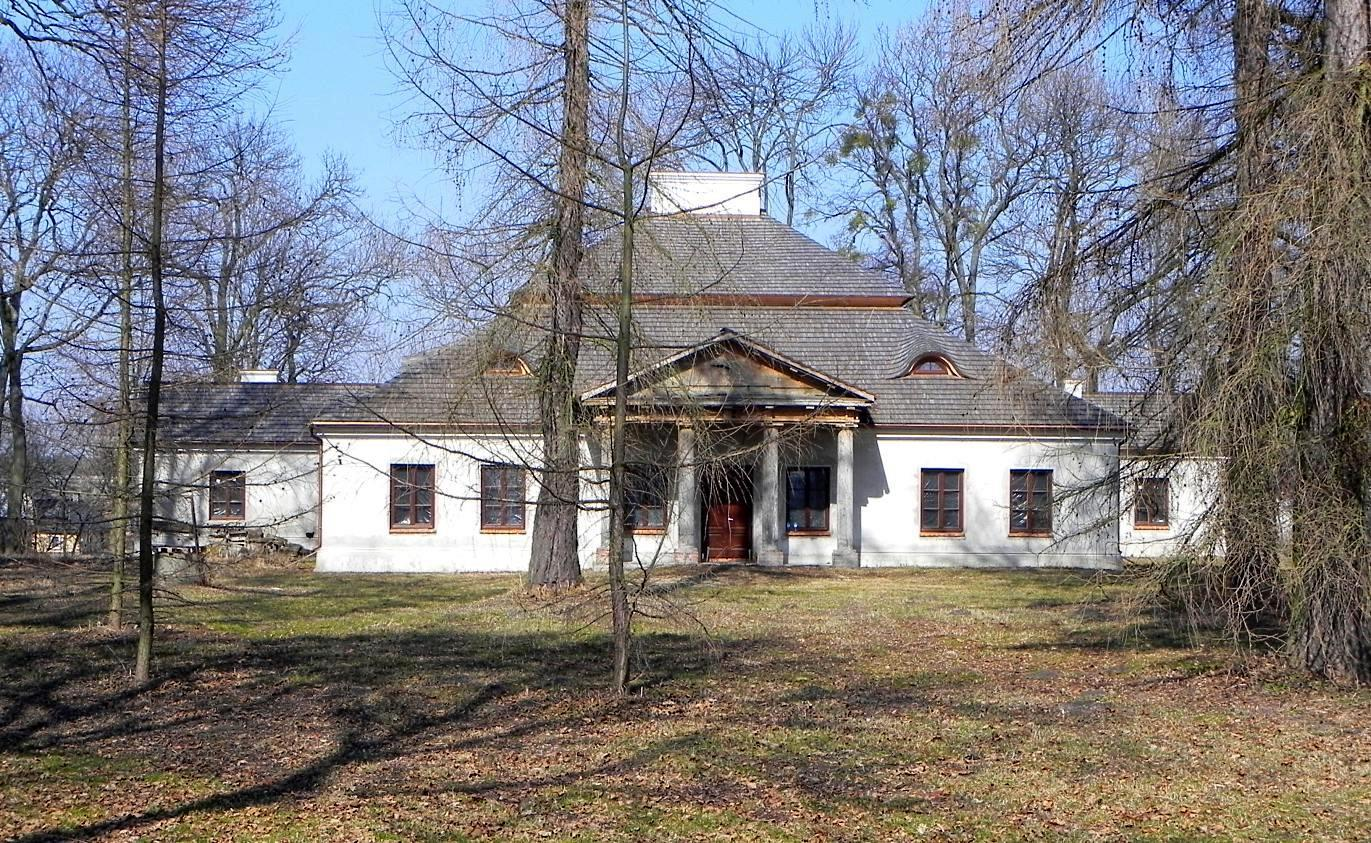
Dwór Jana Michała Reja z XVIII w.

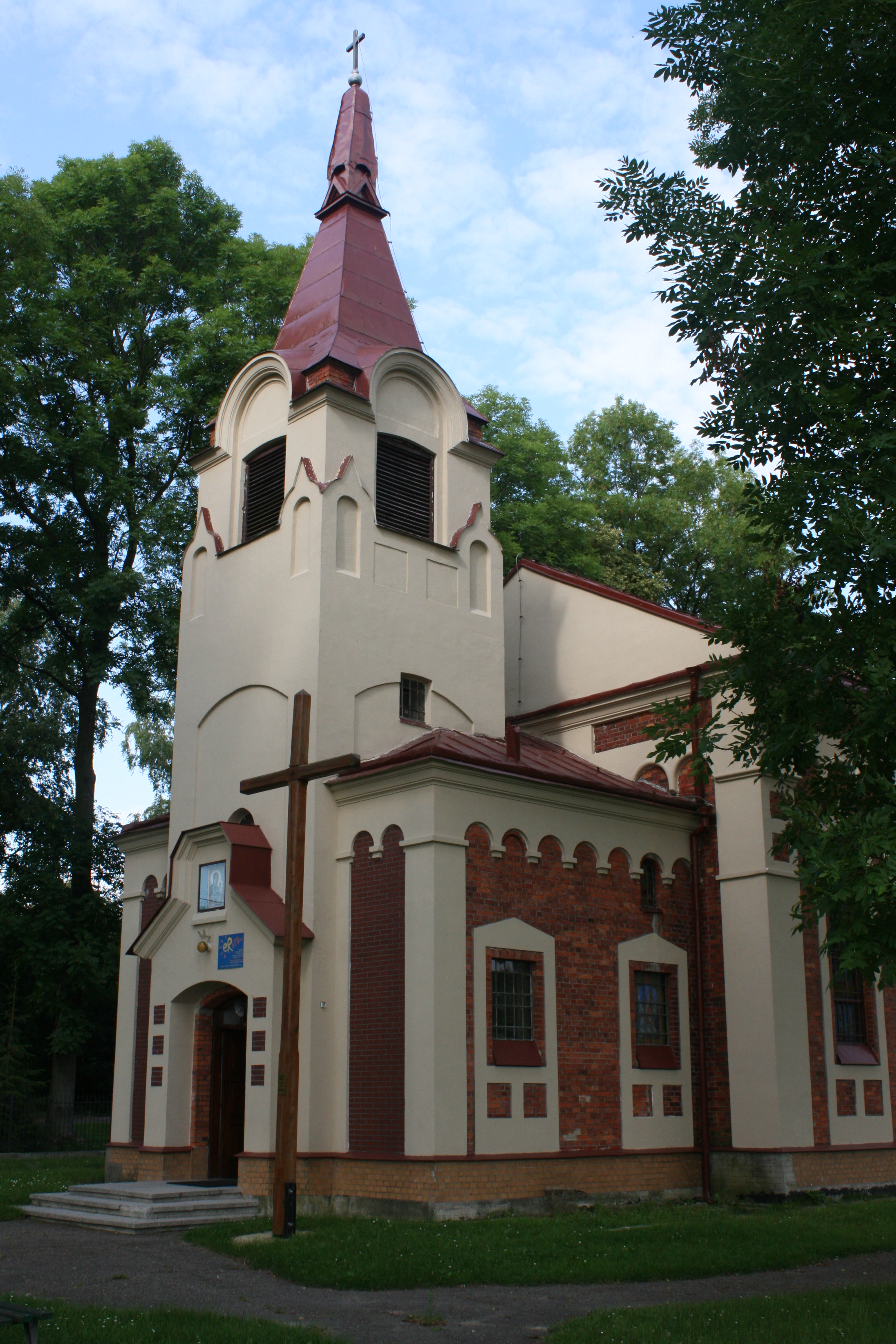
Kościół pw. Matki Boskiej Częstochowskiej, dawniej cerkiew prawosławna św. Jana Teologa

Krupe – wieś w Polsce położona w województwie lubelskim, w powiecie krasnostawskim, w gminie Krasnystaw.
W latach 1954–1972 wieś należała i była siedzibą gromady Krupe. W latach 1975–1998 miejscowość administracyjnie należała do województwa chełmskiego.
Wieś stanowi sołectwo gminy Krasnystaw. Według Narodowego Spisu Powszechnego (III 2011 r.) wieś liczyła 725 mieszkańców.
Wieś jest siedzibą rzymskokatolickiej parafii Matki Bożej Częstochowskiej.

## Części wsi
| SIMC    | Nazwa         | Rodzaj    |
| ------- | ------------- | --------- |
| 0104283 | Kolonia Krupe | część wsi |
| 0104290 | Popówka       | część wsi |

## Historia
Początkowo istniał tu niewielki dwór obronny Krupskich (dziedzictwo Krupskich). Jerzy Krupski w 1492 założył zamek w Krupem. W drugiej połowie XVI w. właścicielami zamku została rodzina Orzechowskich, którzy w Krupem wznieśli wspaniałą renesansową rezydencję. Budowniczym jej w końcu XVI w. był członek wspólnoty braci polskich Paweł Orzechowski, podkomorzy chełmski. W ich posiadaniu zamek pozostał do 1644. Właścicielami Krupe byli: Zborowscy, Gnoińscy, Niemirycze i Buczaccy herbu Pilawa. Po wygaśnięciu rodu Buczackich herbu Pilawa w XVIII wieku, król Stanisław August Poniatowski przywilejem z dnia 5 października 1774 roku nadał ich dobra prawem kaduka Janowi Michałowi Rejowi, staroście nowokorczyńskiemu. Od 1782 roku właścicielami Krupego była rodzina Mrozowickich herbu Prus III. Zamek podupadł podczas potopu i nigdy już nie odzyskał dawnego blasku. W 1794 roku pożar znacznie zniszczył zamek, był on dalej niszczony podczas wojen światowych w latach 1915 i 1944. Przeprowadzone w latach 60. XX w. prace zabezpieczające, częściowo uratowały pozostałości wspaniałej niegdyś, magnackiej rezydencji.
Od XVII w. Krupe było siedzibą parafii unickiej pod wezwaniem św. Jana Ewangelisty, która obejmowała trzy wsie: Krupe, Krupiec i Oleśnicę. 22 stycznia 1782 Mikołaj Mrozowicki, podkomorzy królewski i rotmistrz wojsk koronnych, kolator parafii, rekomendował na beneficjum krupskie ks. Symeona Iwaszkiewicza unickiemu biskupowi chełmskiemu Maksymilianowi Rylle. W 1803 r. w Krupem wybudowano nową cerkiew z fundacji Mikołaja Mrozowickiego, którą poświęcił ks. Bazyli Gruszecki, dziekan krasnostawski. Nowa cerkiew, podobnie jak poprzednia była budowlą drewnianą, trójdzielną, z nawą, kruchtą i zakrystią. Pokryto ją gontem. W kopule umieszczono żelazny krzyż i sygnaturkę. Posiadała 6 okien i 4 drzwi. Wewnątrz znajdowały się 3 ołtarze oraz podłoga ułożona z desek sosnowych.
Miejscowość związana z działalnością braci polskich. W 1827 r. w Krupem liczącym 27 domów, mieszkało 137 osób. W tej miejscowości w 1909 urodził się: Franciszek Przysiężniak ps. Ojciec Jan – oficer Wojska Polskiego.
W Krupem znajduje się gimnazjum i szkoła podstawowa im. Kardynała Stefana Wyszyńskiego. Przez miejscowość przebiega droga wojewódzka nr 812.

## Zabytki
- Renesansowy zamek bastionowy w Krupem, w ruinie. Położony przy drodze z Chełma do Krasnegostawu.
- Dwór z XVIII wieku, w parku przy zamku
- Grobowiec braci polskich, na wzgórzu obok wsi[16]
- Kościół pw. Matki Boskiej Częstochowskiej z początku XX w., wzniesiony jako cerkiew prawosławna św. Jana Teologa[18]

## Szlaki turystyczne
- – Szlak Ariański
- Szlak Renesansu Lubelskiego